# Tives
Os tives são um grupo etnolinguístico ou nação étnica da África Ocidental.